# مورفوفونيون (كارديتسا)
مورفوفونيون (Μορφοβούνιον) هي مدينة في كارديتسا في مقاطعة فوريا إلادا في اليونان.